# Lophiotrema culmifragum
Lophiotrema culmifragum är en svampart som beskrevs av Speg. 1879. Lophiotrema culmifragum ingår i släktet Lophiotrema och familjen Lophiostomataceae.   Inga underarter finns listade i Catalogue of Life.